# Nadie es perfecto (álbum)
Nadie es perfecto es el título del vigésimo tercer disco del cantautor Joan Manuel Serrat editado en 1994 por la discográfica Ariola, con arreglos y dirección musical de Josep Mas "Kitflus".
El CD contiene once temas con letra y música de Joan Manuel Serrat, excepto en los temas
Por dignidad (José María Fonollosa y J.M. Serrat) e Historia de vampiros (Mario Benedetti y J.M. Serrat). Con arreglos y dirección musical de Josep Mas "Kitflus", excepto en los temas Benito (Roberto Costa) y Desamor (Luiz Claudio Ramos).
Serrat incluyó el tema Bendita música en una nueva grabación para su disco Serrat sinfónico en 2003.

## Canciones que componen el disco
| Pista | Título                          | Autor                                   | Tiempo |
| ----- | ------------------------------- | --------------------------------------- | ------ |
| 1     | Niño silvestre                  | Joan Manuel Serrat                      | 5:04   |
| 2     | Te guste o no                   | Joan Manuel Serrat                      | 3:00   |
| 3     | La abuelita de Kundera          | Joan Manuel Serrat                      | 5:00   |
| 4     | Benito                          | Joan Manuel Serrat                      | 6:17   |
| 5     | Entre un hola y un adiós        | Joan Manuel Serrat                      | 4:52   |
| 6     | Mensajes de amor de curso legal | Joan Manuel Serrat                      | 3:51   |
| 7     | La gente va muy bien            | Joan Manuel Serrat                      | 3:56   |
| 8     | Por dignidad                    | Joan Manuel Serrat José María Fonollosa | 3:16   |
| 9     | Historia de vampiros            | Joan Manuel Serrat Mario Benedetti      | 5:52   |
| 10    | Desamor                         | Joan Manuel Serrat                      | 5:01   |
| 11    | Bendita música                  | Joan Manuel Serrat                      | 3:13   |

## Sencillos
| Año  | Título                          |
| 1994 | Te guste o no                   |
| 1994 | Por dignidad                    |
| 1995 | Mensajes de amor de curso legal |

## Músicos que participaron en la grabación del disco
- Niño silvestre: Teclados y piano acústico: Josep Mas "Kitflus", Percusiones: Steve Shehan.
- Te guste o no: Teclados y piano acústico: Josep Mas "Kitflus", Percusiones: Steve Shehan, Mandolas: Carles Benavent.
- La abuelita de Kundera: Teclados y piano acústico: Josep Mas "Kitflus", Flauta: Jorge Pardo, Percusiones: Steve Shehan, Cuerda: Formación de cuerda.
- Benito: Arreglos y dirección musical: Roberto Costa, Arreglo de Cuerda: Josep Mas "Kitflus", Bandoneón: Rodolfo Mederos, Solistas Cuerda: Silvia Coricelli, Jindrich Bardon, Joan Miró, Jozef Toporcer, Lluis Sado, Miquel Serrahima, Disa English, Salvador Martínez y Francisco Colomina.
- Entre un hola y un adiós: Teclados y piano eléctrico: Josep Mas "Kitflus", Guitarra eléctrica: Josep Maria Bardagí, Percusiones: Steve Shehan, Cuerda: Formación de cuerda.
- Mensajes de amor de curso legal: Teclados y piano acústico: Josep Mas "Kitflus", Solo de trompeta: Dyango, Percusiones: Steve Shehan, Cuerda: Formación de cuerda.
- La gente va muy bien: Teclados y piano acústico: Josep Mas "Kitflus", Flauta: Jorge Pardo, mandolas: Carles Benavent, Coros: Coral Sant Jordi, Arreglos coros: José María Guzmán.
- Por dignidad: Teclados: Josep Mas "Kitflus", Guitarras clásica y eléctrica: Josep Maria Bardagí, Bajo: Carles Benavent, Saxo barítono: Ricard Roda, Percusiones: Steve Shehan
- Historia de vampiros: Teclados y piano eléctrico: Josep Mas "Kitflus", Bandoneón: Rodolfo Mederos, Mandolas: Carles Benavent, Percusiones: Steve Shehan, Coros: Jordi Vila, Nina, Esmeralda Cayuelas y José María Guzmán, Arreglos coros: José María Guzmán.
- Desamor: Arreglos, Guitarras y Dirección Musical: Luiz Claudio Ramos, Piano: João Carlos Reboulas, Batería: Wilson das Neves, Bajo: Jorge Helder, Trompetas: Paulinho Trompete, flautas: Franklin da Flauta y Marcelo Bernardes.
- Bendita música: Teclados y piano eléctrico: Josep Mas "Kitflus", Violín solista: Pere Bardagí, Flauta: Jorge Pardo, Percusiones: Steve Shehan, Cuerda: Formación de cuerda.